# 존 F. 케네디 특수전센터학교
존 F. 케네디 특수전센터 및 학교(John F. Kenndy Special Warfare Center and School (JFKSWCS))는 미국 육군의 특수부대에 지원할 수 자격을 충족한 군인 중에서 선발된 인원을 교육 및 훈련하는 조직이다. 미국 육군 특수작전사령부와 똑같이 노스캐롤라이나주 포트 브래그에 학교 시설과 조직 본부를 두고 있다.

## 역사
1950년에 6.25 전쟁이 발발하자, 육군부에서 캔자스주 포트 라일리에 지상종합학교 부속 심리전학교를 설립하여 제1라디오방송삐라단을 편성하고 한반도에 배치하였다. 심리전학교는 계속해서 제6, 301라디오방송삐라단을 창설하였다.
1952년 4월 10월, 노스캐롤라이나주의 포트 브래그에서 심리전센터가 설립되었다. 같은 해 10월 20일에 포트 라일리의 심리전학교가 건너와 병합하여 심리전센터 및 학교로 재편성되었다.
- 제6라디오 방송 및 삐라단(6th RB&L Group)
- 제10특전단
- 심리전위원회(Psychological Warfare Board)

심리전과 특수전력부대의 훈련을 감독하고, 장비 실험 및 평가, 심리전, 특수부대, 비재래전을 위한 교리와 전술, 기술 개발, 절차를 개별하였다.
1956년, 심리전센터 및 학교는 특수전센터 겸 특수전학교로 개명되었고, 특수부대와 심리작전 대원에 대한 교육과 훈련, 교훈, 기술을 개발하는 방향으로 확대되었다.
베트남 전쟁에 대분란전 과정을 추가하고 고등훈련위원회(Advanced Training Committee)을 설립하여 작전 지역에 대한 침투 및 퇴출 전술을 개발하였다.
1972년 4월 1일, 민사학교가 조지아주 포트 고든에서 노스캐롤라이나주 포트 브래그로 이사하고, 이듬해 1973년 7월 1일에 창설된 훈련교리사령부(TRADOC)로 전속하였다.
1982년 6월 1일, 육군참모총장은 미국의 대통령 존 F. 케네디의 이름을 특수전센터의 접두사로 붙여 "존 F. 케네디의 이름을 특수전센터"로서 훈련교리사령부에서 독립된 활동을 하는 방안을 승인하였다.
1985년, 여섯개 훈련부서를 설립하는 주요 변화를 통해 미국 육군 존 F. 케네디 특수전센터학교로 개편되었다.
- 특전부대
- 특수작전 고급기술
- 생존, 회피, 저항 그리고 탈출(SERE)
- 해외지역장교(영어:Foreign area officer)
- 민사
- 심리 작전

1987년, 부사관학교가 설립되었다.
1989년에 훈련단과 3개 훈련대대와 1개 지원대대로 크기가 줄었다.
1990년 6월 20일, 전방배치된 부대를 뺀 모든 특수작전부대를 USASOC 통제에 두도록 하는 방침에 따라 기관은 TRADOC에서 육군특수작전사령부(ARSOC)로 전속하였다.
2012년, SWCS가 특수작전최우수센터(SOCOE)로 지정되었다.
2024년, SWCS의 근원이 되었던 심리전학교가 다시 개교하였다.

## 구조

### 지도부
- 소장/사령관(Commanding General)
- 부소장/부사령관(Deputy Commanding General)
- 부사령관(Deputy Commanding Officer)
- 주임원사
- 지휘준위장

### 산하 조직

부대별 베레 플래시
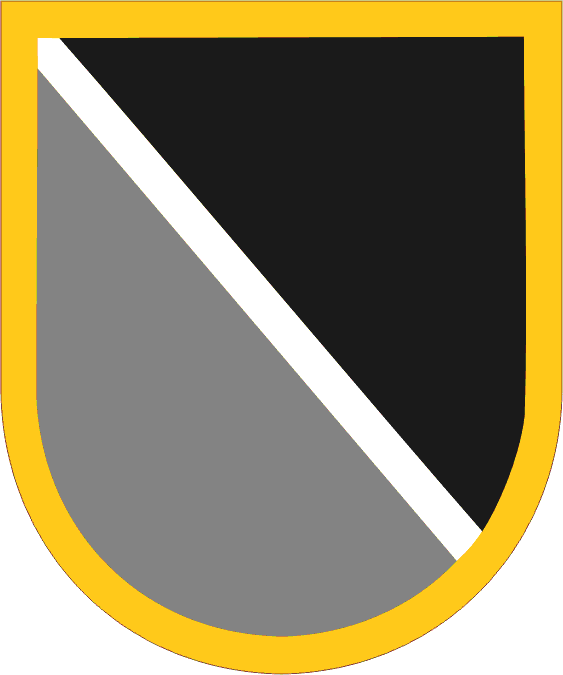
제1특수전훈련단
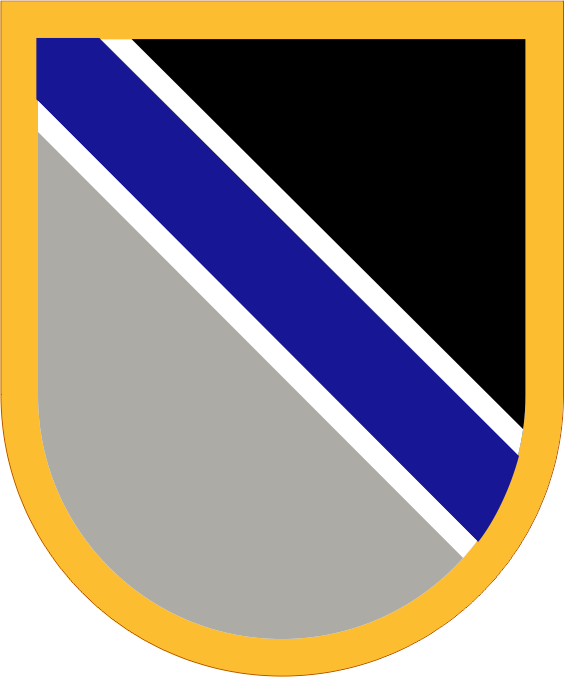
제2특수전훈련단
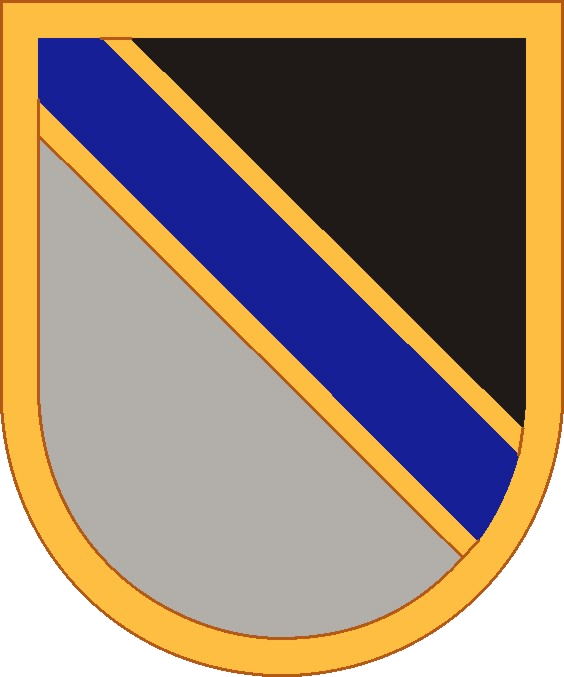
특수전교육단
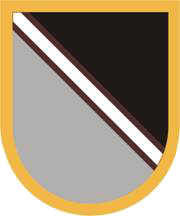
특수전의무단
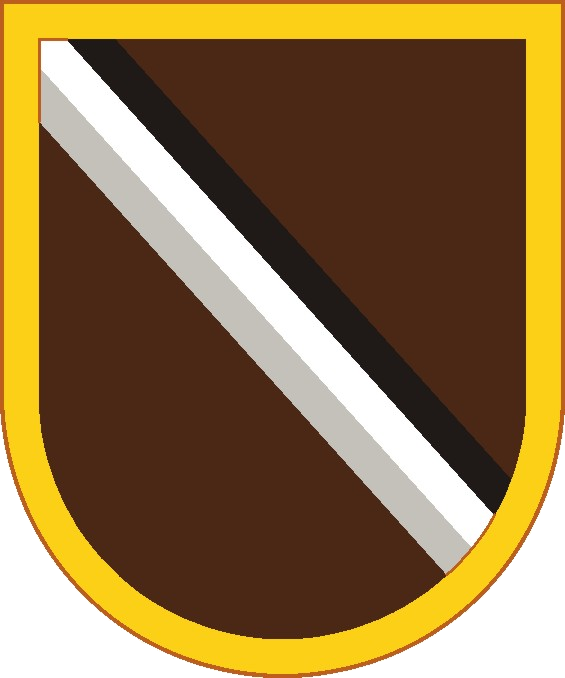
특전준위학회
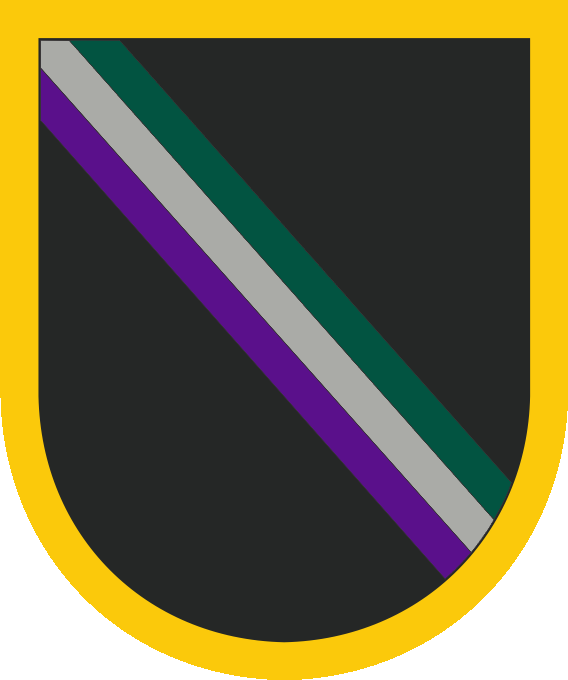
특전부사관학교

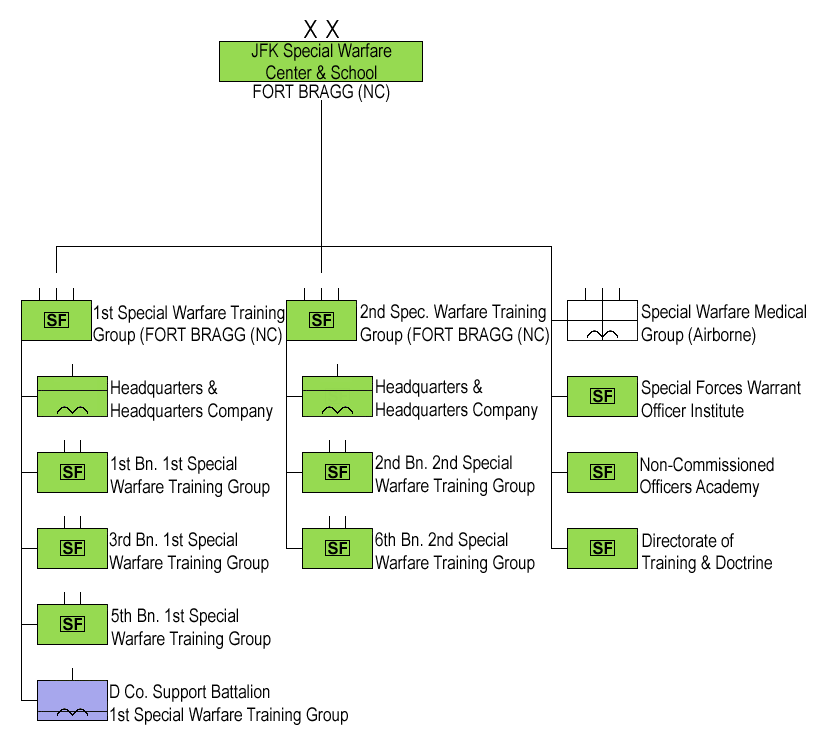
2020년 4월자 계층구조

- 제1특수전훈련단 (공수) (1st SWTG (A), 옛 특수전훈련단)
  - 제1대대
  - 제3대대
  - 제4대대
  - 제5대대
  - 지원대대
    - D 중대 - 안보전력원조여단을 위한 해외 무기 과정.
- 제2특수전훈련단 (공수) (2nd SWTG (A), 옛 특수전교육단)
  - 제2대대 - 국방부와 각 지역 통합전투사령부에 군사훈련팀을 배치하여 임무를 지원함.
  - 제6대대 -

- 심리전(PSYWAR) 학교; 2024년 재개교[1]
- 합동특수작전의무훈련소(JSOMTC)
  - 특수전의료단 (공수)
  - 해군특수작전의무학회; 2006년 10월 1월, 창설[2]
- 특전 준위 학회
- MSG 데이비드 K. 터마 부사관학교; 1987년 개교[3]

## 기록

### 계보
- 1952년 4월 10일, Psychological Warfare Center→심리전센터
- 1952년 10월 20일, Psychological Warfare Center and School→심리전센터 및 학교
- 1956년, Center for Special Warfare/Special Warfare School→특수전센터 및 특수전학교
- 1964년, United States Army John F. Kennedy Special Warfare Center→미국 육군 존 F. K. 특수전센터
- 1969년 5월 16일, Institute for Military Assistance→군사원조협회
- 1982년 6월 1일, United States Army John F. Kennedy Special Warfare Center→미국 육군 존 F. K. 특수전센터
- 1985년, John F. Kennedy Special Warfare Center and School→존 F. 케네디 특수전센터 및 학교

### 소속
1. 지상종합학교(영어판); 1950년
2. 훈련교리사령부; 1973년
3. 육군특수작전사령부, 1990년 6월 20일

## 같이 보기
- 윌리엄 P. 야보러, 옛 소장(1961년~1965년)

## 참고
1. ↑  “PSYWAR School” (미국 영어). 2025년 4월 24일에 확인함.
2. ↑  “Naval Special Operations Medical Institute”. 《Navy Medicine》 (미국 영어). 2025년 4월 24일에 확인함.
3. ↑  “Master Sergeant David K. Thuma Noncommissioned Officer Academy” (미국 영어). 2025년 4월 24일에 확인함.
4. ↑  “USAJFKSWCS Organization” (PDF) (영어). USAJFKSWCS Public Affairs Office. 2014년 8월 11일. 2018년 7월 13일에 원본 문서 (PDF)에서 보존된 문서. 2019년 5월 21일에 확인함.

- “History” (영어). USAJFKSWCS Public Affairs Office. 2019년 5월 25일에 원본 문서 (PDF)에서 보존된 문서. 2019년 5월 21일에 확인함.
- “FACT SHEET: U.S. Army John F. Kennedy Special Warfare Center and School” (PDF) (영어). USAJFKSWCS Public Affairs Office. 2010년 9월 10일. 2016년 12월 28일에 원본 문서 (PDF)에서 보존된 문서. 2019년 5월 21일에 확인함.